# Friedenszeichen

Mika Launis: Weiße Taube auf blauem Grund, eine Variante der Friedenstaube: Seit den 1980er Jahren verbreitetes Symbol der westeuropäischen, vor allem der deutschen Friedensbewegung, entworfen im Kontext des Widerstands gegen den NATO-Doppelbeschluss.

Friedenszeichen und -symbole drücken den Wunsch und die Forderung nach Frieden und Völkerverständigung aus. Sie sind vor allem in der Friedensbewegung als Signal eines pazifistischen oder antimilitaristischen Selbstverständnisses verbreitet, finden sich jedoch auch oft im weiteren Kontext der Neuen Sozialen Bewegungen. Im Zuge der antirassistischen US-amerikanischen Bürgerrechtsbewegung der Afroamerikaner in den 1950er und 1960er Jahren war beispielsweise das aus Großbritannien stammende CND-Symbol Ausdruck des gewaltfreien Charakters zur Durchsetzung der Ziele dieser Bewegung.

## CND-Symbol
Das wohl bedeutendste Friedenszeichen wurde 1958 vom britischen Künstler Gerald Holtom im Auftrag der britischen Kampagne zur nuklearen Abrüstung (englisch: Campaign for Nuclear Disarmament, kurz CND) für den weltweit ersten Ostermarsch von London zum Kernwaffenforschungszentrum in Aldermaston entworfen. Laut Holtom stellt das Symbol eine Kombination zweier Zeichen aus dem Winkeralphabet dar, nämlich von N für nuclear (deutsch: „nuklear“) und D für disarmament (deutsch: „Abrüstung“). Nach einer anderen – von Gerald Holtom selbst – in Umlauf gebrachten Entstehungsgeschichte des Zeichens stellt es einen stilisierten Menschen mit – angesichts einer waffenstarrenden Welt – hilflos nach unten gebreiteten Armen dar. Der umschließende Kreis symbolisiert die gesamte Erde.
|  |  |  |

Für diesen Ostermarsch wurde das Symbol auf Lollipop-Schilder (in Großbritannien Verkehrszeichen für Schülerlotsen) gemalt. Die Farbgebung war teils schwarz auf weiß, teils weiß auf grün. Es wurde auch ein Abbild aus Ton erzeugt, mit einem Vermerk, dass dies eines der wenigen Dinge sei, die nach einem Atomkrieg übrig blieben. Das Logo ging von dort um die ganze Welt, unter anderem verbreitet durch Mitarbeiter Martin Luther Kings bei der Bürgerrechtsbewegung. Die amerikanischen Medien lernten das Symbol zuerst durch den Kernwaffengegner und Friedensaktivisten Albert Bigelow kennen, der 1958 mit seiner Crew auf einer Ketsch, die eine das CND-Symbol zeigende Friedensflagge führte, in eine US-Kernwaffentestzone im Pazifik segelte. Später wurde das Symbol für den Widerstand gegen den Vietnamkrieg und von der 68er-Bewegung benutzt. Im Zeichensatz Unicode ist das CND-Friedenssymbol als U+262E ☮ PEACE SYMBOL zu finden.

## Friedenstaube

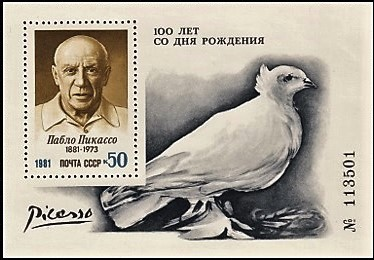
Sowjetische Briefmarke von 1981, die Picasso und seine Friedenstaube aus dem Jahr 1949 darstellt

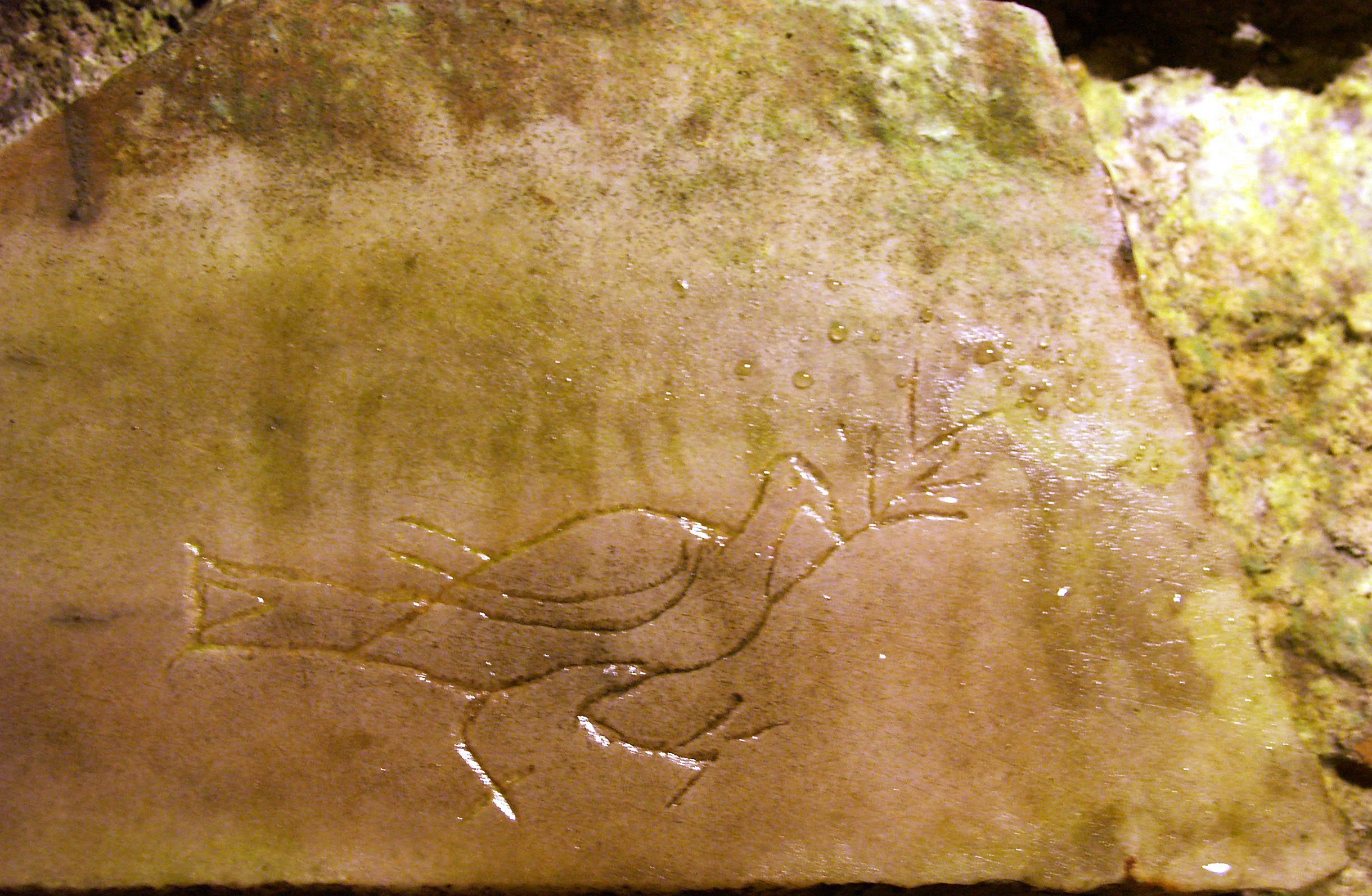
Steintafel mit Taube und Olivenzweig, Domitilla-Katakomben, Rom

Die Friedenstaube geht unter anderem auf die Sintflut-Erzählung im Alten Testament zurück: Noah lässt nach der Sintflut eine Taube frei, die mit einem Olivenzweig im Schnabel zur Arche zurückkehrt – ein Zeichen für Noah, dass es Land gibt.
Als Symbol für den Weltfriedenskongress 1949 wurde die Lithografie La Colombe (französisch „Die Taube“) von Pablo Picasso ausgewählt, was zu einer weiten Verbreitung als Symbol für den Frieden führte.

## Olivenzweig

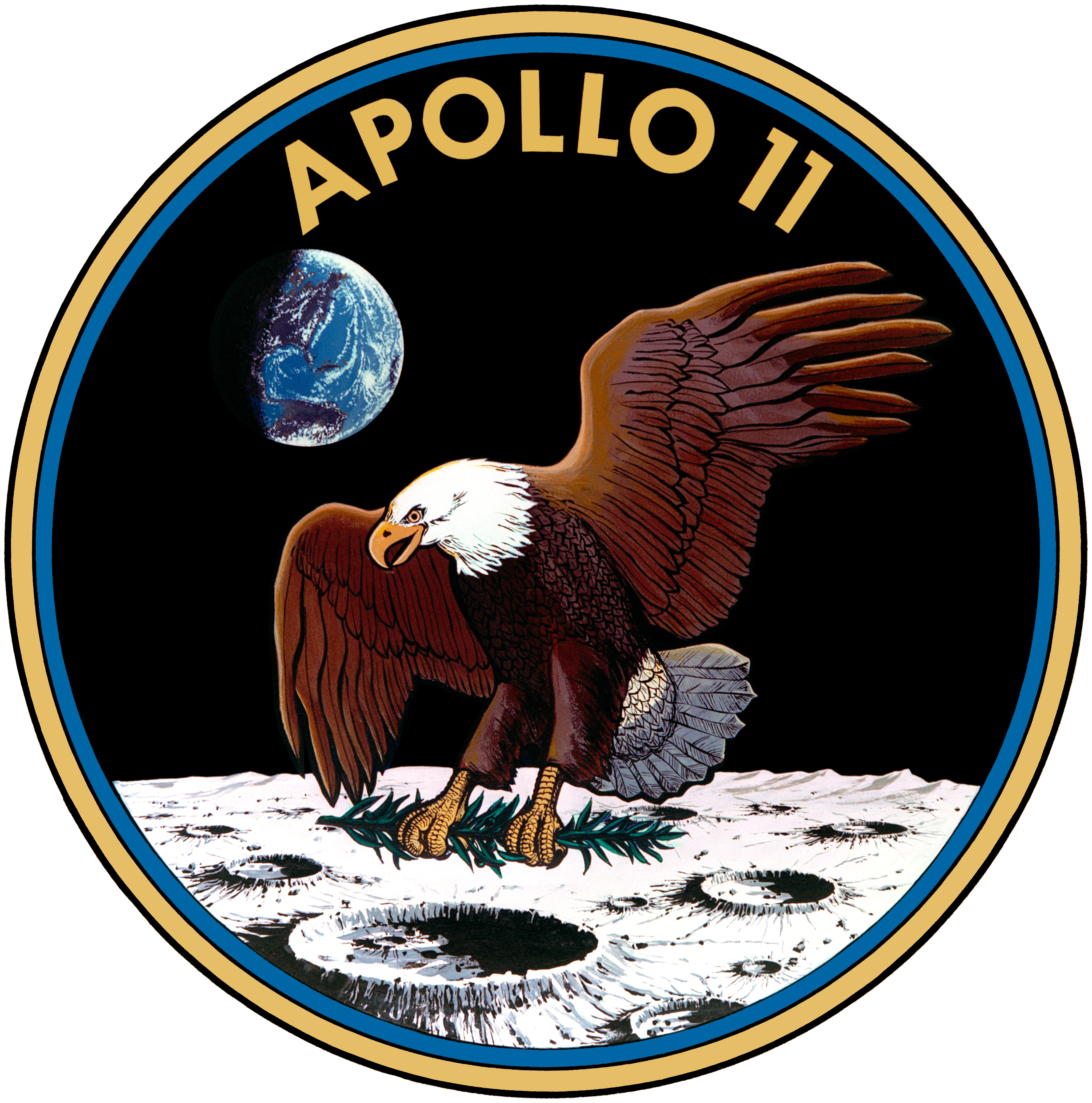
Missionsemblem von Apollo 11

Im antiken Griechenland und Rom gehörte ein Kranz aus Ölzweigen oder ein Lorbeerkranz zu den höchsten Auszeichnungen eines um das Vaterland verdienten Bürgers. Zudem war dies der höchste Siegespreis bei den Olympischen Spielen. Der Ölzweig hatte eine Funktion als Zeichen des Friedens; Besiegte, die um Frieden baten, trugen Ölzweige in den Händen.
In der biblischen Sintfluterzählung ist die mit einem Ölzweig zurückkehrende Taube das Zeichen für den Friedensschluss zwischen Gott und den Menschen und für den Neubeginn des Lebens (Genesis 8,11 ).

## PACE-Fahne

Pace-Flagge

Die PACE-Regenbogenfahne entstand in Italien. Sie wurde vom italienischen Pazifisten Aldo Capitini 1961 für den Friedensmarsch Perugia-Assisi entworfen. Sie zeigt den umgekehrten Farbverlauf eines Regenbogens. Der Schriftzug PACE (ital. „Friede“) wurde erst später hinzugefügt. 2002 wurde sie durch die Kampagne Pace da tutti i balconi („Frieden von allen Balkonen“) bekannt. Ins Ausland verbreitete sich die Verwendung dieser Flagge erst im Frühjahr des Jahres 2003.
Neben der Pace-Regenbogenfahne gibt es noch weitere Regenbogenfahnen, so zum Beispiel die gay pride flag, die 1979 von Gilbert Baker entworfen wurde.

## Papierkranich

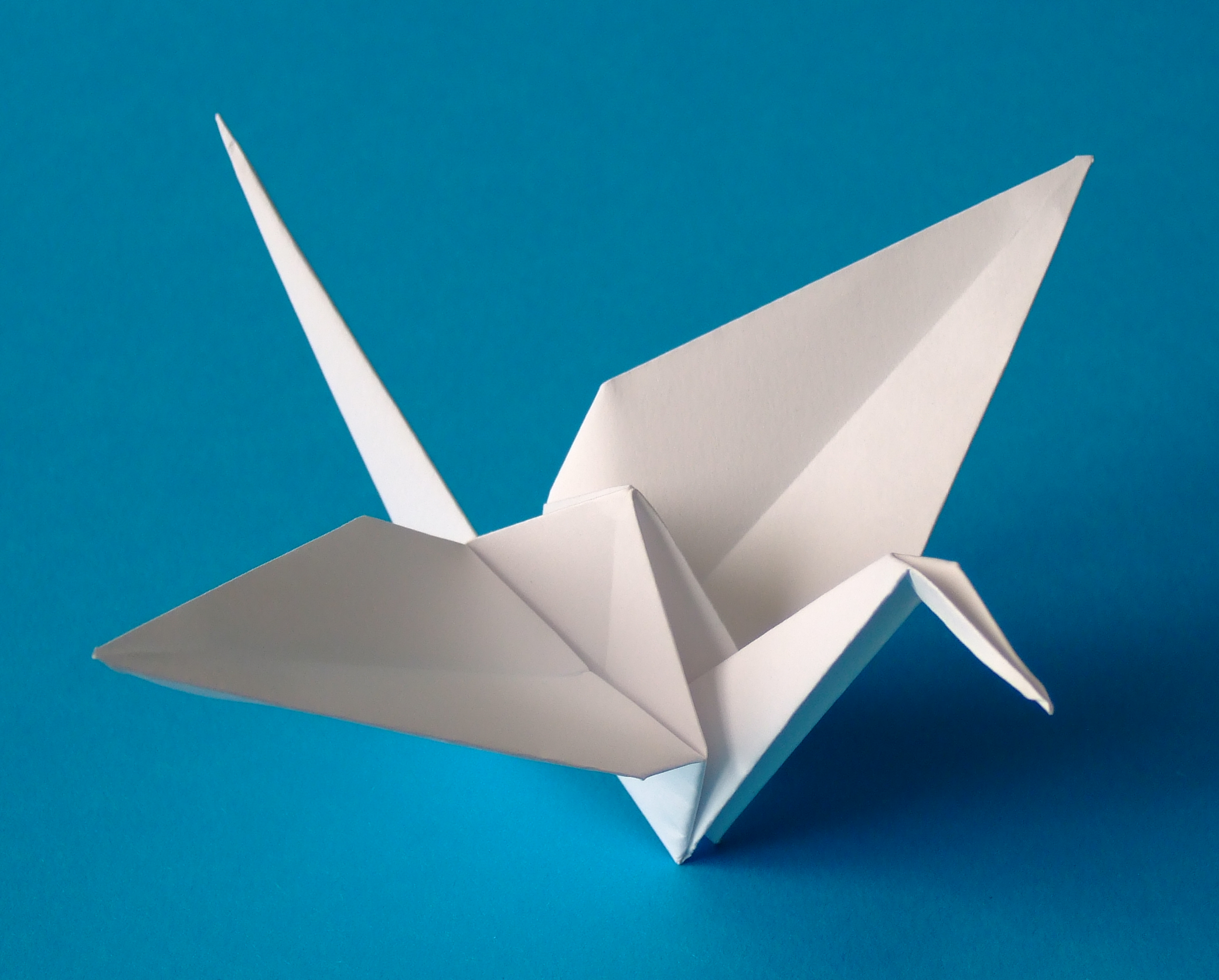
Papierkranich

Seit dem Tode des Atombombenopfers Sadako Sasaki (1943–1955), die mit dem Falten von Origami-Kranichen gegen ihre durch die Strahlung verursachte Leukämie-Erkrankung ankämpfte, sind auch Origami-Kraniche Symbol der Friedensbewegung und des Widerstandes gegen Atomwaffen. Sasaki folgte dabei einem japanischen Sprichwort, wonach demjenigen, der tausend Kraniche aus Papier faltet, ein Wunsch erfüllt wird.

## Regenbogen
Auch der Regenbogen als Zeichen der Aussöhnung ist mit der Arche Noah verknüpft. So soll Gott am Ende der Sintflut den Regenbogen als Zeichen des noachidischen Bundes eingesetzt haben, der von nun an für alle Menschen als Zeichen der Versöhnung mit Gott gelten soll.
In diesem Zusammenhang wird auch vom „Ersten Bündnis Gottes“ mit den Menschen gesprochen. Das Bündnis wird im Neuen Testament der Bibel erneuert und soll die Entsendung seines Sohnes Jesus Christus auf die Erde sein.

## Schwerter zu Pflugscharen
Eine Skulptur steht seit 1959 vor dem UNO-Gebäude in New York (USA). Ab 1980 wurde es zum Symbol staatsunabhängiger Abrüstungsinitiativen in der DDR, das auch Teile der westdeutschen Friedensbewegung übernahmen.

## Olympisches Feuer
Nach einer Idee von Carl Diem wird das olympische Feuer vor den Olympischen Spielen durch die Welt getragen, um den Beginn der Spiele zu symbolisieren. Obwohl diese „Friedensgeste“ des nationalsozialistischen Deutschland durch den drei Jahre später von ihm entfesselten Zweiten Weltkrieg sinnentleert wurde, behielt man die Tradition für die erstmals wieder 1948 stattfindenden Olympischen Spiele in der Nachkriegszeit bei – bis heute. Außerdem erinnert das Feuer des Fackellaufes an den Frieden, der während der antiken Olympischen Spiele herrschte, da den Griechen zu dieser Zeit keine kriegerischen Handlungen gestattet waren.

## Victory-Zeichen/Friedensgruß/Segensgestus
Die Handgeste mit gespreiztem Zeige- und Mittelfinger wird in der Regel als Victory-Zeichen (englisch victory ‚Sieg‘) aufgefasst. Es wird allerdings auch von vielen Menschen als Friedenszeichen bzw. Peace-Symbol aufgefasst. Liegen beide Finger aneinander, deutet dies auf den Jesus zugeschriebenen Friedensgruß oder Segensgestus („Friede sei mit euch – Fürchtet euch nicht.“) hin.
Allerdings muss dabei die Handaußenseite zum Ausführenden zeigen. Wenn die Handinnenseite zum Ausführenden zeigt, bzw. mit dem Handrücken vom Ausführenden weg, hat sie in Großbritannien, Irland, Australien, Neuseeland und Südafrika aber eine schwer beleidigende Bedeutung, etwa vergleichbar mit dem Stinkefinger.

## Weiße Flagge

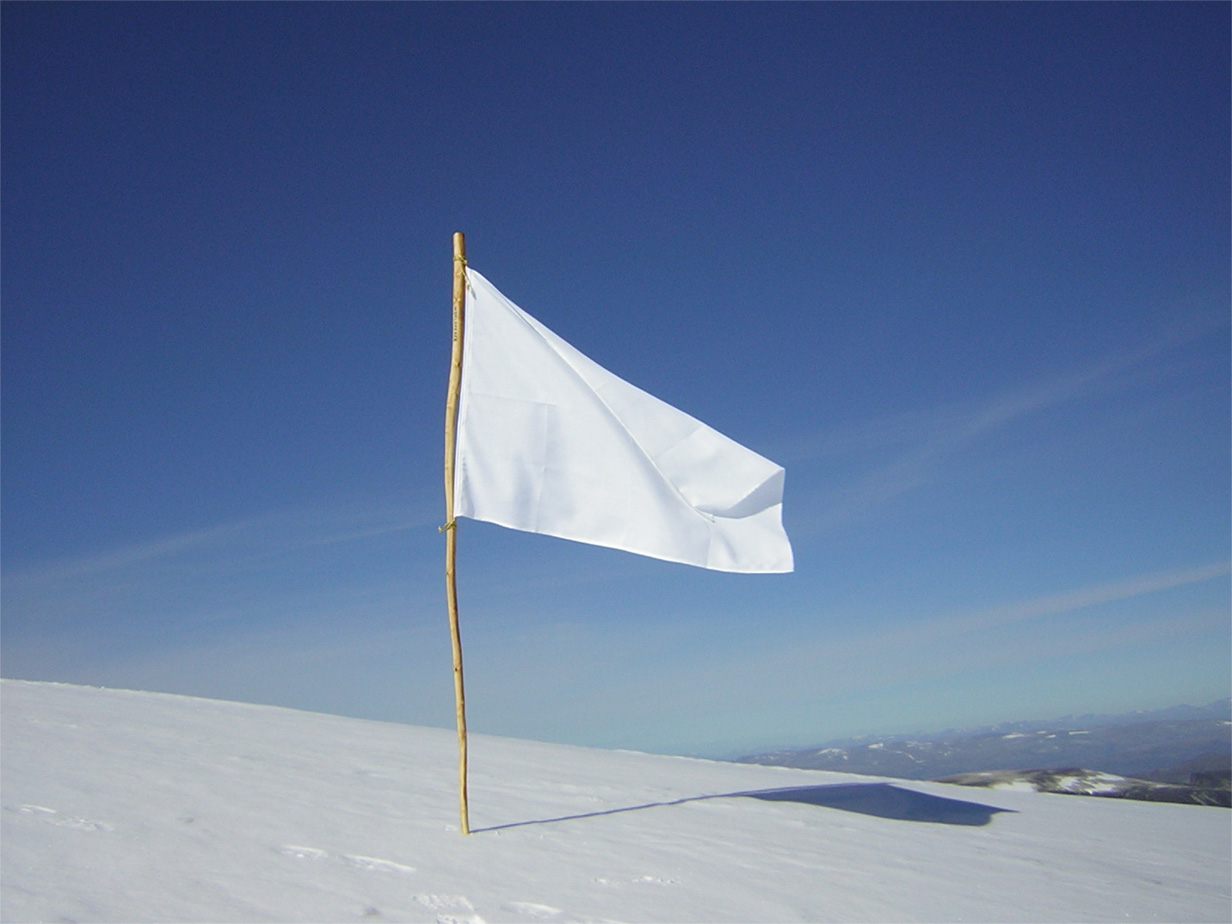
Eine weiße Flagge

Die Parlamentärsflagge ist eine weiße Flagge, die den Parlamentär als solchen kennzeichnet und die Kombattanten zur Wahrung seiner völkerrechtlich garantierten Unverletzlichkeit verpflichtet. Sie gehört zu den Schutzzeichen des Kriegsvölkerrechts und ist im Artikel 32 der Haager Landkriegsordnung festgelegt.
Aus der Unverletzlichkeit der die weiße Flagge Führenden und dem Missbrauchsverbot ergibt sich die häufig benutzte Funktion als Zeichen der Kapitulation bzw. des Verzichts auf Gegenwehr. So bedeutet das Heraushängen von weißen Flaggen oder auch nur weißen Tisch- oder Leintüchern oder sonstigen rechteckigen weißen Stoffen aus den Fenstern der Häuser einer Stadt oft die kampflose Übergabe an feindliche Truppen.

## Zerbrochenes Gewehr

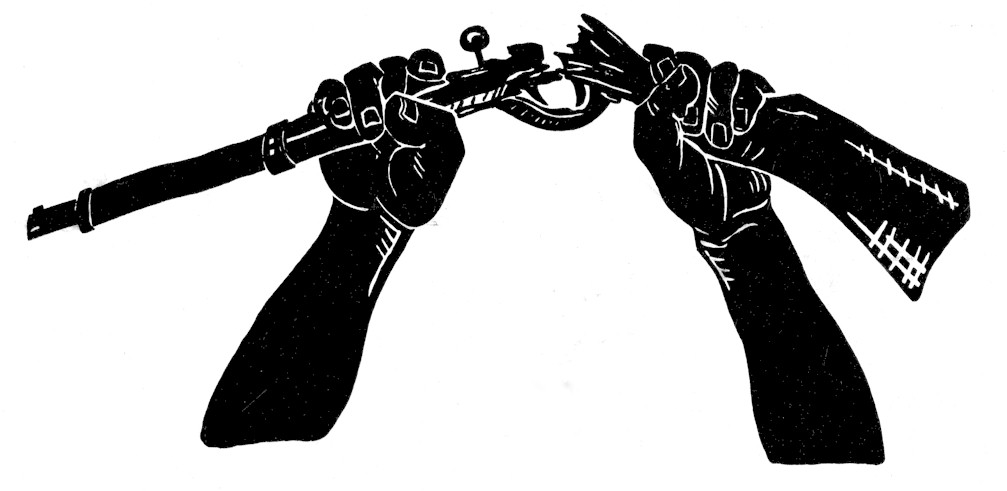
Zerbrochenes Gewehr

Seit dem ersten Jahrzehnt des 20. Jahrhunderts ist das Symbol „zerbrochenes Gewehr“ bzw. „Hände zerbrechen Gewehr“ bekannt. Seit den 1920er Jahren steht dieses Symbol in unterschiedlichen grafischen Varianten für die weltweite Bewegung der Kriegsdienstverweigerer im Sinn eines antiautoritären Antimilitarismus und Pazifismus. Seit 1921 wird es von der War Resisters’ International (WRI) und vielen WRI-Mitgliedsorganisationen als Logo verwendet, darunter auch (seit 1974) von der ältesten und größten politisch-pazifistischen Organisation im deutschsprachigen Raum, der Deutschen Friedensgesellschaft – Vereinigte KriegsdienstgegnerInnen (DFG-VK).